# The Yellow Dog (film fra 1918)
The Yellow Dog er en amerikansk stumfilm fra 1918 af Colin Campbell.

## Medvirkende
- Arthur Hoyt - Albert Walker
- Antrim Short - 'Nosey' White
- Clara Horton - Kate Cummings
- Frank Clark - Alexander Cummings
- Will Machin - Karl Schneider
- Frank Hayes - Jones
- Fred Kelsey - Max Kummich
- Fred Starr - Henry Babbitt
- Ruby Lafayette - Blakely
- Ralph Graves - Tom Blakely
- Lillian Clark